# Plataci
Plataci est une commune de la province de Cosenza, dans la région de Calabre, en Italie. 

## Histoire
La commune abrite une forte communauté Arbëresh, Albanais installés ici au XVe siècle, fuyant l’avance ottomane. Ces Albanais ont gardé une forte identité, parlant toujours leur langue, l’arbërisht. Dans leur dialecte, albanais teinté d’italien, le village se nomme Pllatani. Les grands-parents paternel de l'écrivain et théoricien politique Antonio Gramsci étaient originaires de la communauté Arbëresh de Plataci.

## Administration
| Période                                  | Période | Identité | Étiquette | Qualité |
| ---------------------------------------- | ------- | -------- | --------- | ------- |
|                                          |         |          |           |         |
| Les données manquantes sont à compléter. |         |          |           |         |

### Communes limitrophes
Albidona, Alessandria del Carretto, Cerchiara di Calabria, Trebisacce, Villapiana